# 欽哀蕭皇后
欽哀蕭皇后（きんあいしょうこうごう、? - 1057年）は、遼（契丹）の聖宗の妃。興宗の母であり、皇太后となった。小字は耨斤。

## 経歴
蕭陶瑰の子として生まれた。耨斤は後宮に入ると、耶律宗真（後の興宗）を生んだ。仁徳蕭皇后には子がなかったので、耶律宗真を引き取って自分の子のように養育した。耨斤は息子のために仁徳皇后のそばで仕えたが、内心おもしろくなかった。太平11年（1031年）、聖宗が死去すると、仁徳皇后が蕭浞卜や蕭匹敵らとともに反乱を計画していると馮家奴らに誣告させ、仁徳皇后を上京臨潢府に移した後に殺害した。自ら皇太后として立ち、摂政となり、誕生日を応聖節とした。曾祖父を蘭陵郡王に追封し、父の蕭陶瑰を斉国王とし、蕭孝穆・蕭孝先・蕭孝友といった弟たちをみな王に封じた。
重熙元年（1032年）11月、法天応運仁徳章聖皇太后と尊称された。重熙3年（1034年）、太后はひそかに弟たちを召しだし、次男の耶律重元を立てようと図ったが、重元はその陰謀を興宗に告白した。興宗は太后の符璽を剥奪し、身柄を慶州の七括宮に移した。重熙8年（1039年）7月、興宗は母の身柄をよそに移したことを後悔して、自ら馬車を御して太后を迎え、そばで孝養を尽くした。重熙23年（1054年）11月、仁慈聖善欽孝広徳安靖貞純寛厚崇覚儀天皇太后と尊称された。重熙24年（1055年）8月、興宗が死去すると、太后は取り乱して、「汝の年はなお幼く、何ぞ哀痛かくの如し」と言って悲しんだ。
清寧元年（1055年）9月、太皇太后と尊称された。清寧3年（1057年）12月、死去した。慶陵に陪葬された。清寧4年（1058年）5月、欽哀皇后と諡された。

## 伝説
- 耨斤の顔は浅黒く、斜視であった。
- 耨斤の母は天に昇る金の柱を夢に見て、子どもたちに登らせようとしたができなかった。耨斤が後にやってきて、下僕とともに登るとみな登れたので、不思議がった。
- 耨斤が後宮に入った後、承天太后の寝椅子から金鶏を取って呑みこむと、耨斤の肌の色はいつも光沢をもって輝くようになった。承天太后は驚いて「これ必ずや奇子あらん」と言った。

## 子女

### 男子
- 耶律宗真（興宗）
- 耶律重元（秦国王、皇太弟）

### 女子
- 耶律巌母菫（魏国公主）
- 耶律搠古（越国公主）

## 伝記資料
- 『遼史』巻71 列伝第1
- 『契丹国志』巻13